# Улица Пере Сегединца (Нови Београд)
| Улица · Пере Сегединца         | Улица · Пере Сегединца |
| ------------------------------ | ---------------------- |
|                                |                        |
| Општина                        | Нови Београд           |
| Почетак                        | Улица Мустафе Голубића |
| Крај                           | Гандијева улица        |
| Дужина                         | 600 m                  |
| Названа                        | по Пери Сегединцу      |
|                                |                        |
|                                |                        |
| Солитер у Улици Пере Сегединца |                        |

Улица Пере Сегединца је улица која се налази на Новом Београду у насељу Бежанија.
Простире од Гандијеве до Улице Мустафе Голубића у дужини од 600 м, а у њој се налазе паркови Симе Матавуља, Пере Сегединца, Тицанов парк, Парк Стара Бежанија, библиотека „Бежанија” и неколико стамбених објеката. У улици је стационирано седиште месне заједнице Бежанија.
Улица носи име по Петру Јовановићу, (Печка, 1655 — Будим, 4. априла 1736) српском граничарском капетану у Аустроугарској и вођи устанка бекешких кметова.